# Blaue Zimmettraube
Die Blaue Zimmettraube ist eine alte Rotweinsorte.

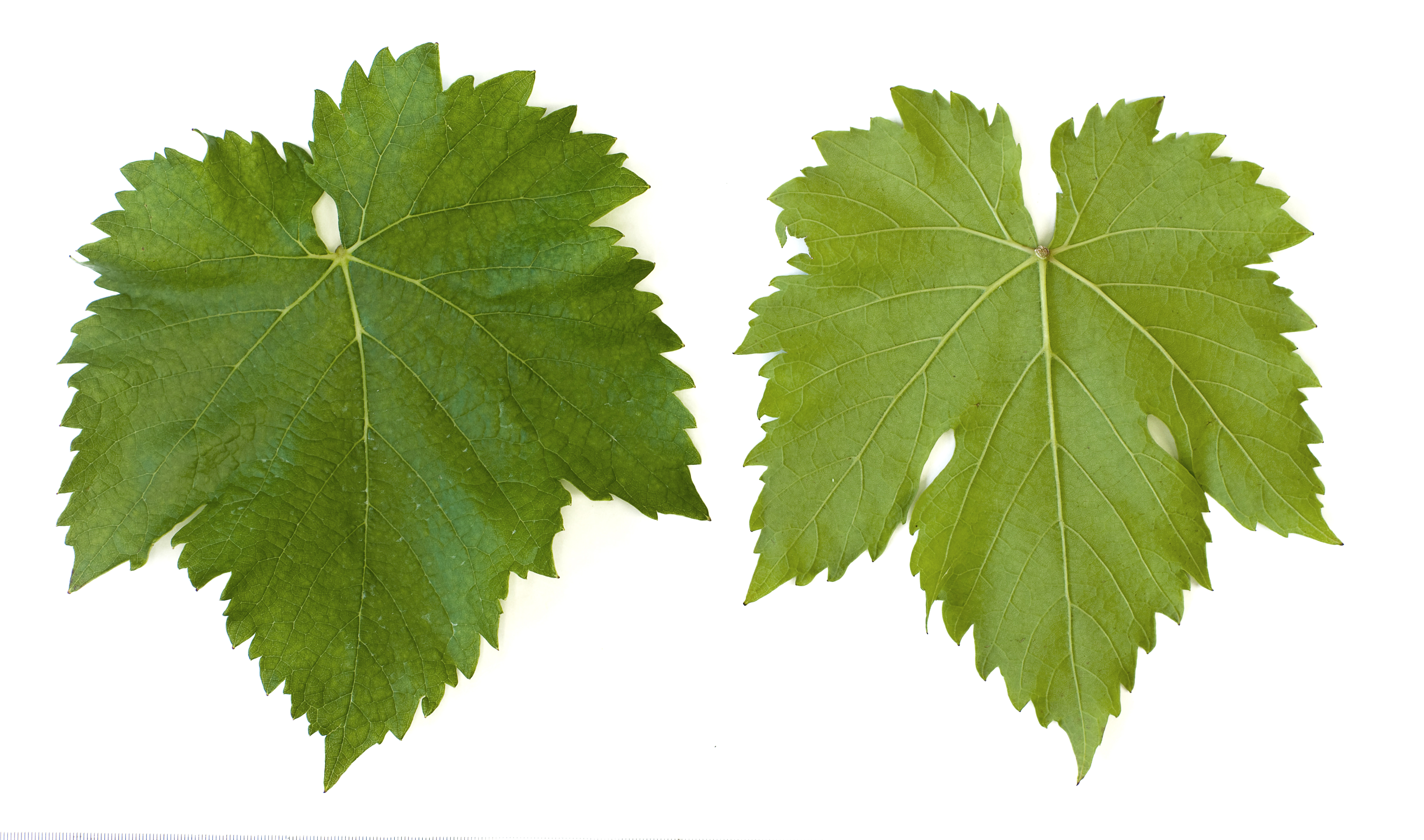
Blatt der Rebsorte Blaue Zimmettraube

## Herkunft
Die Blaue Zimmettraube wurde im 19. Jahrhundert in der Untersteiermark im heutigen Nordost-Slowenien angebaut.
Einzelne Rebstöcke existieren noch in Rheinhessen und im Friaul.

## Abstammung
Die Blaue Zimmettraube stammt direkt vom Blauen Gänsfüßer ab.

## Kreuzungen
Die Blaue Zimmettraube ist Elternteil folgender Rebsorten:
Blaue Zimmettraube × Weißer Heunisch
Blaufränkisch
Blaue Zimmettraube × Grüner Silvaner
Blauer Portugieser

## Synonyme
Bekannt sind 52 sinnverwandte Begriffe: Blaue Zimttraube, Blauer Hainer, Brevimonter, Catonia Corvina, Cernina, Drobna Crnina, Drobna Sipa, Drobna Zhernina, Fruehblau, Grossblaue, Kafka, Kleine Waelschtraube, Kleinkoelner, Kleinmilcher, Klenikoelner, Koelner, Kosovina Modra, Kossovina, Kraehentraube, Mala Modrina, Malat, Modra Kosovina, Modrina, Plesnova, Plesuna, Posgma, Posna, Posna Zhernina, Pozha, Pozna, Prava Crnina, Rebrika, Reftreshena Zhernina, Ribrika, Rother Wisellertraube, Sbulzina, Sipa, Sippa Kleinbeerig, Spaetblaue, Ticenska, Velka, Vranek, Vranik, Waelschtraube Kleine, Wisellertraube Rother, Zherna Morfhina, Zhernila, Zhernina, Zhernina Mittlere, Zimmet, Zimmettraube Schwarz, Zimttraube Blau.